# Lychnodiscus multinervis
Lychnodiscus multinervis är en kinesträdsväxtart som beskrevs av Ludwig Radlkofer. Lychnodiscus multinervis ingår i släktet Lychnodiscus och familjen kinesträdsväxter. Inga underarter finns listade i Catalogue of Life.